# Нугуш (село)
Нугуш  (баш. МФА: Нөгөшо файле) — село в Мелеузовском районе Республики Башкортостан Российской Федерации. Административный центр Нугушевского сельсовета. Возник в ходе строительства Нугушского Водохранилища, на фоне переселения жителей деревень Кинзябаево и Привольное. В 1979 в посёлок переселились жители упразднённой деревни Верхнеташево. В 2005 году Нугушу присвоили статус села. Согласно переписи 2021 года население составляло 1369 человек.

## История
На месте нынешнего посёлка стоял лес, шумели поля ржи и пшеницы, по степи бродил скот близлежащих деревень. Тем не менее, на этих землях за тысячи лет до наших дней уже кипела жизнь. Зарождение посёлка было неразрывно связано со строительством водохранилища, начавшееся в 1959 году. Решение было принято с целью снабжения Салаватского промышленного комплекса чистой и свежей водой, а также регулирования речного стока. В июле было начато строительство моста через р. Белая и дороги Мелеуз-Нугуш. В августе того же года началось освоение площади, где сейчас расположен посёлок. Плотина длинной 2300 метров и высотой 31 метр должно было стать самым большим водохранилищем в республике. Строительство возглавлял трест "Кумертаустрой".
Отсутствие линии электропередач Мелеуз-Нугуш, которая в это время ещё только строилась, задерживало работу, но несмотря на это, строительство посёлка велось нарастающими темпами. И 12 февраля 1961 года началась подача электроэнергии по линии электропередач Мелеуз-Нугуш.
В октябре 1967 в посёлке состоялся торжественный митинг, посвящённый сдаче Нугушского водохранилища. После выступлений секретаря Кумертауского горкома КПСС тов. Рудовского, начальник треста «Кумертаустрой» тов. Батурина, передовиков производства и других, под аккомпанемент оркестра была разрезана голубая лента. Праздник продолжался долго, в клубе выступали самодеятельные артисты, там же демонстрировалась кинокартина. 

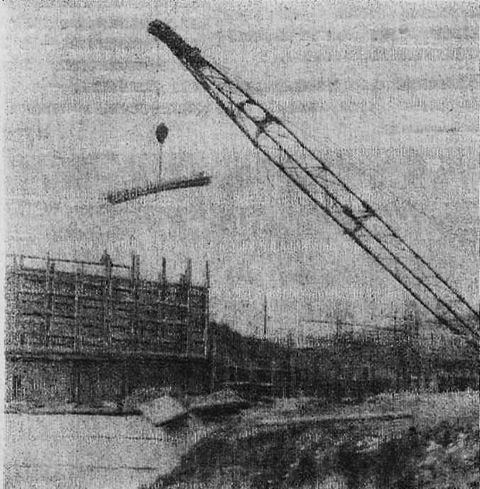
Вид на сооружение берегового сброса
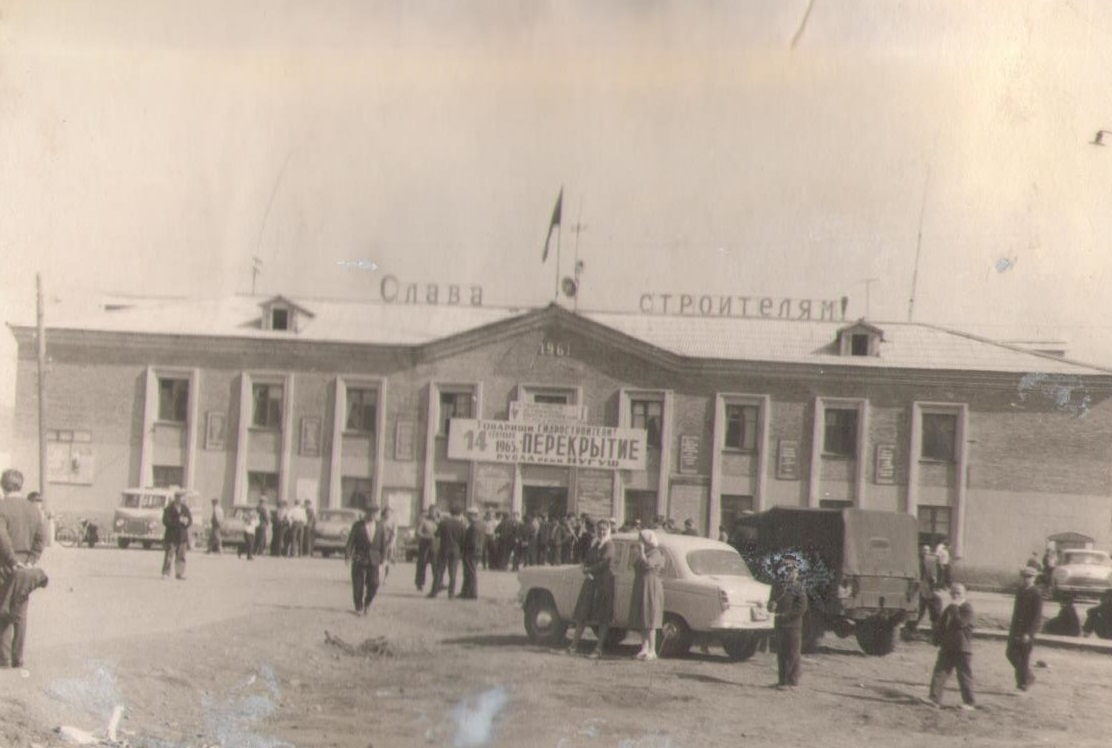
Торжественное перекрытие реки
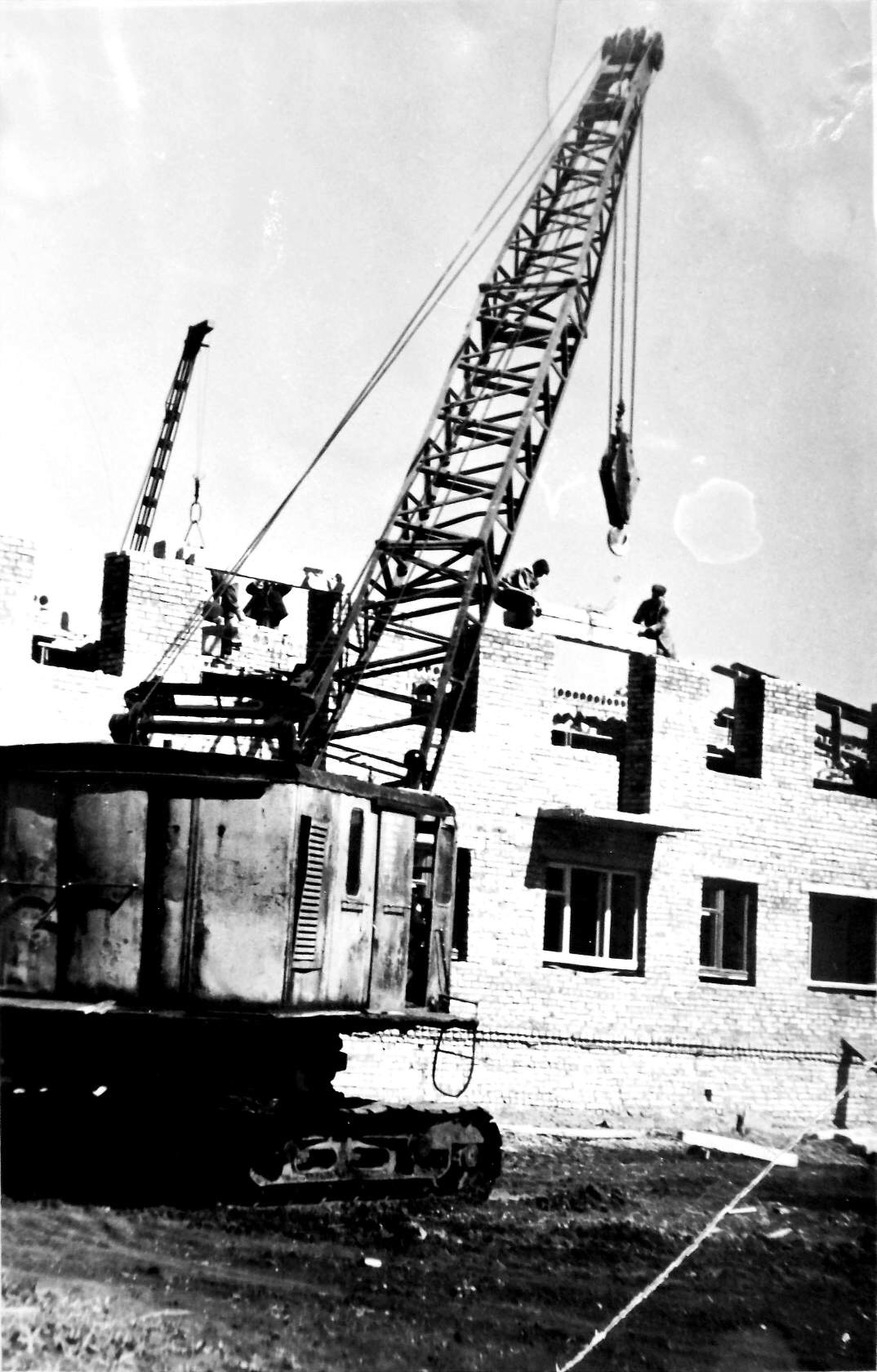
Строительство двухэтажных домов в селе
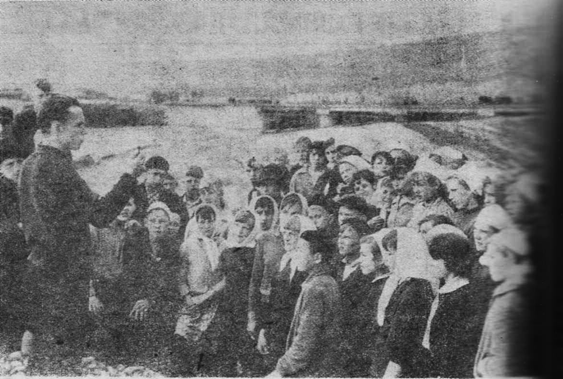
Экскурсия по водохранилищу

## Топонимика
Село получило своё название от одноимённой реки, названной в честь второго сына Урала-Батыра. По легенде, доблестный батыр в 6-ти летнем возрасте одолел змея Заркума (Зәрҡум, от перс. – лицемер, притворщик), после чего прорубил мечом гору и дал людям воду. С тюркского Нугуш переводится как "светлый, чистый".

## География

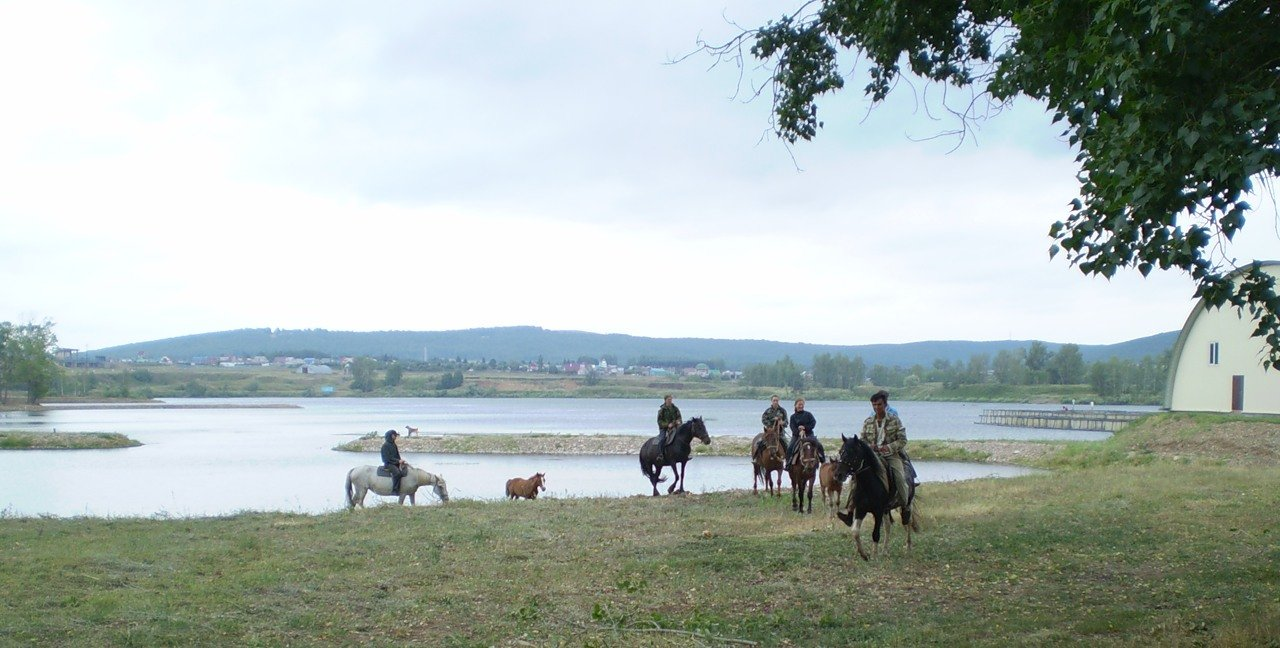
Холодное озеро. Территория форелевого хозяйства

### Географическое положение
Нугуш располагается южнее хребта Баш-Алатау и западнее хребта Кибиз.
Расстояние до столицы республики Башкортостан по прямой (Уфа): 190 км. До районного центра (Мелеуз): 42 км. Площадь населённого пункта: ~2,7 км2
Село находится на берегу Нугушского водохранилища около плотины и Нугушской ГЭС. При въезде на пути окажется ручей Таллы, названный так благодаря огромному количеству ивы, поросшей на его берегах. Раньше река была полноводной и в ней водилась рыба. В непосредственной близости Нугуша друг напротив друга находятся два озера: Холодное и Тёплое. На первом часть водоёма используется рыбным хозяйством для выведения Форели, остальная часть открыта для рыбалки. На территории второго расположилась одноимённая база отдыха.

## Инфраструктура
Село застроено в основном одноэтажными деревянными и кирпичными домами; также имеются многоэтажные дома. Отдельных микрорайонов нет, но местные жители выделяют "гору" - территорию бывшего колхозного поля, которая располагается на въезде в Нугуш и "двухэтажки", постепенно превратившиеся из общежитий в многоквартирные дома. Самые длинные улицы — Космонавтов, Строительная и Ленина. Последняя протянулась по всему селу с севера на юг. Три раза в день через Нугуш ходит маршрутный автобус Саргай-Мелеуз.
Село полностью электрифицировано, радиофицировано. Теплоснабжение многоквартирных жилых домов, здания учреждений и организаций обеспечиваются квартальными котельными, которые переведены на природный газ. В 1999 году в короткие сроки была смонтирована двухступенчатая станция ПГБ-2М, что положило начало газификации села.  Многие дома имеют индивидуальное газовое отопление. Действует водопровод.

### Школа
МОБУ СОШ с.Нугуш муниципального района Мелеузовский район РБ образована 1 сентября 1961 года. Помимо жителей села в Нугуше также обучаются дети из Саргая, Абитово, Иткучуково и Нижнеташево. В школе проводятся кружки по волейболу и борьбе самбо. В разные времена ученики и педагоги проявляли творческую активность в реализации самых разных идей: будь то съёмка выпусков «школьных новостей», конструирование вездеходов, программирование и многое другое. Ученики Нугушской школы ежегодно занимают призовые места на районных, республиканских и всероссийских конкурсах, олимпиадах и спортивных соревнованиях. На сегодняшний день здесь обучается около 150 человек. Директор: Габбасова Г.Ш.

#### Музей
Историко-Краеведческий музей был образован в МОБУ СОШ с. Нугуш в 1975 году. В музее имеются экспозиции:
1. краеведческая, посвящённая исчезнувшим деревням и истории строительства посёлка Нугуш;
2. историко-патриотическая, посвящённая ветеранам ВОВ и воинам интернационалистам;
3. история школы

Нугушский Историко-Краеведческий музей
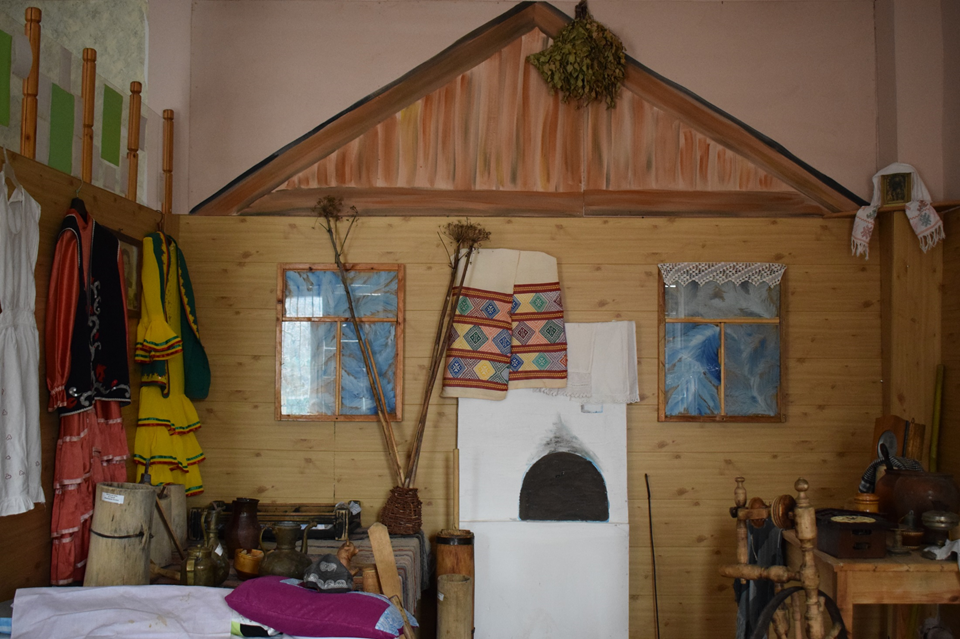
Экспозиция, посвящённая быту башкирского народа
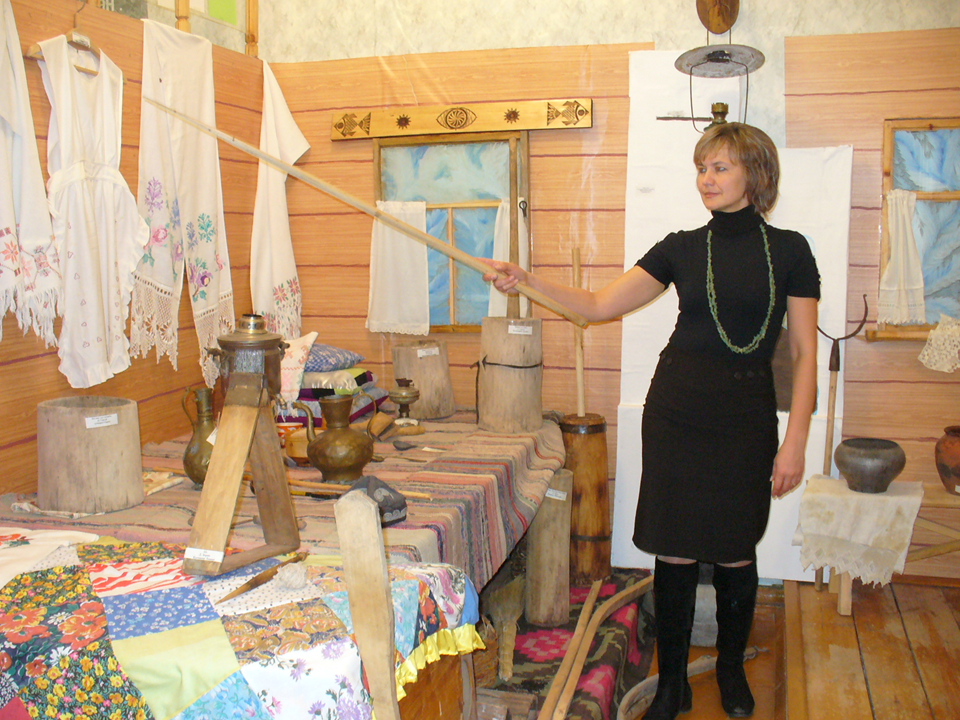
Учительница истории Фазлиахметова А.Р. ведёт лекцию
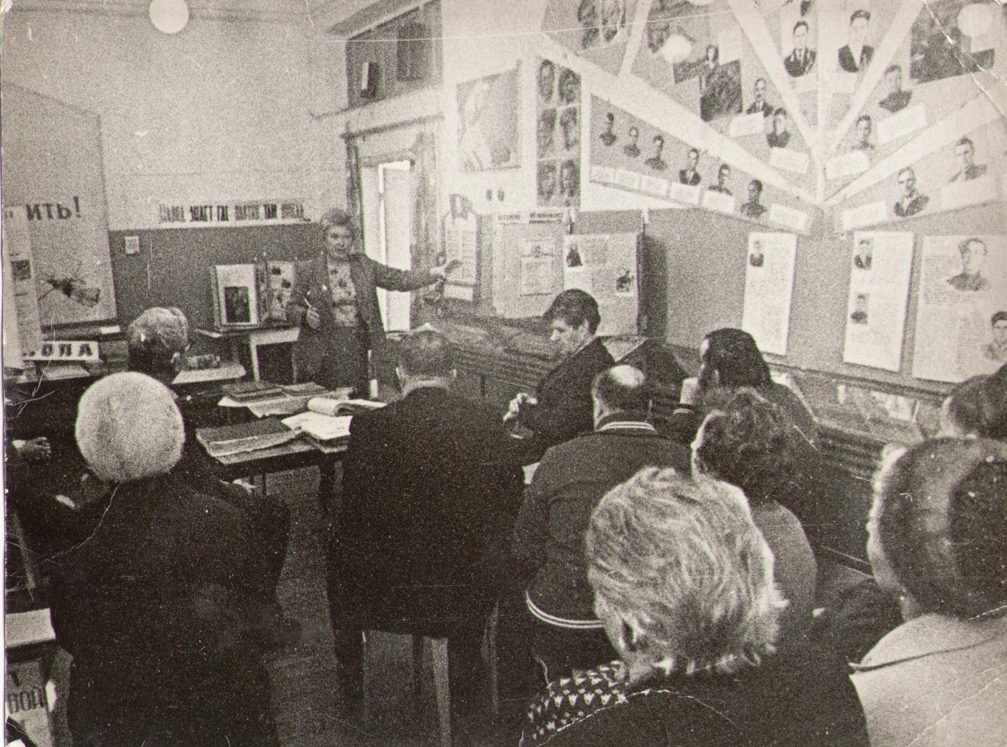
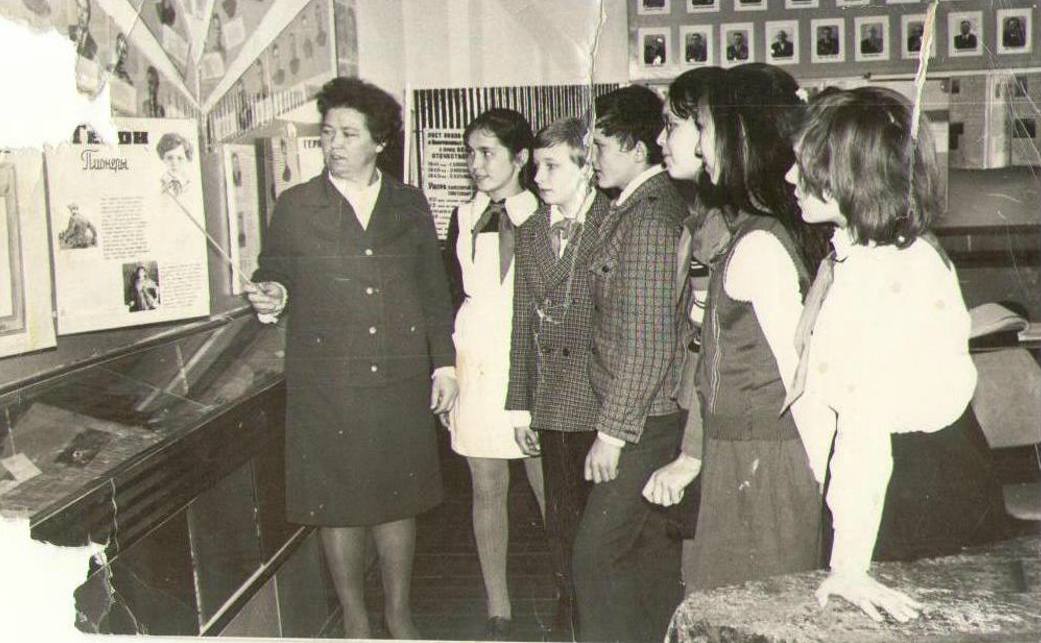

#### Известные выпускники
Кусмаева Марьям Тимерхановна (башк. Күсмәева Мәрйәм Тимерхан ҡыҙы) (род. 01.01.1952) - Член союза Писателей РБ, автор четырех поэтических сборников, лауреат премий им. Булата Рафикова и Фаткуллы Комиссарова.
Кузбеков Фаниль Тимерьянович (башк. Күзбәков Фәнил Тимерйән улы) (род. 02.12.1952) - известный башкирский историк и литературовед, поэт и журналист, доктор филологических наук, кандидат исторических наук, Заслуженный работник образования Республики Башкортостан, Почетный работник общего образования Российской Федерации, лауреат премии по журналистике имени Фаткуллы Комиссарова, лауреат республиканской премии имени Шагита Худайбердина.
Надыргулов Азат Ахмадуллович (башк. Нәҙерғолов Азат Әхмәҙулла улы) (01.08.1962 - 01.03.2023) - Народный артист Республики Башкортостан, актер, режиссер, педагог.
Якупов Сальман Минигужевич (башк. Яҡупов Сәлмән Миңлеғуж Улы) - Писатель, публицист. Автор шести книг для детей.

### Сельский клуб
Первый клуб бесплатно возводился молодыми строителями плотины вечерами, после работы. Нугушский многофункциональный сельский клуб, после ремонта в 2018 году, предлагает посетителям возможность сыграть в бильярд, теннис и настольный футбол. Также присутствуют тематические кружки, воспитанники которых с завидной частотой одерживают победы на конкурсах. Нередко здесь проводятся различные мероприятия, праздники и дискотеки.

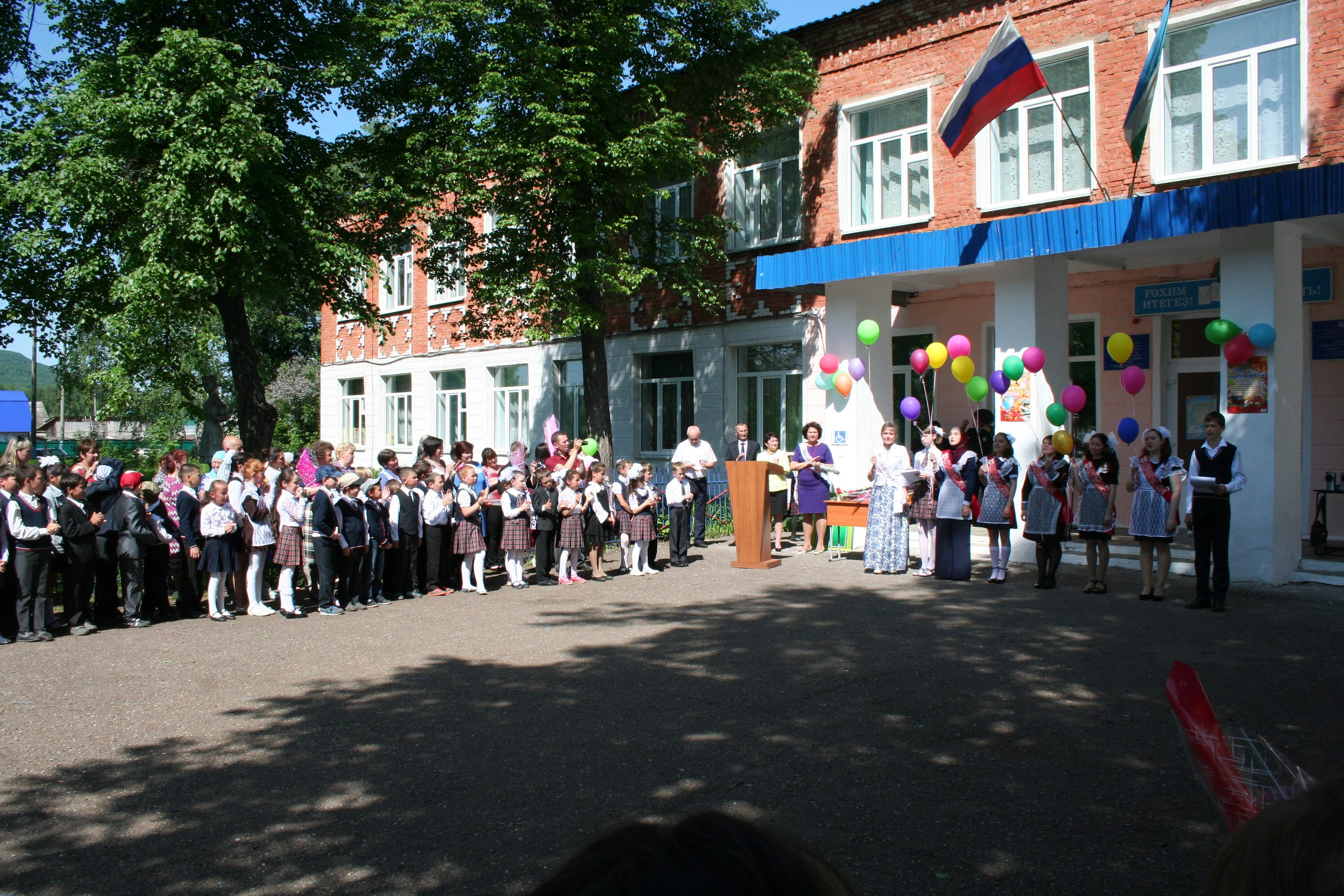
Последний звонок 2016 г.

### Сквер "Здоровье"
Бывшая территория школьного стадиона, прошла реконструкцию в 2019 году и была переименована в "Здоровье". На реконструкцию было выделено 12 миллионов рублей, значительная часть которых была освоена чиновниками. На территории сквера располагаются: площадка для мини-футбола, хоккейный корт, две детские площадки и тренажёрные установки. Периодически здесь проводятся различные соревнования между учениками Нугушской школы.

### Памятники
В Нугуше находятся два памятника. Первый - стела, посвященная воинам Великой Отечественной войны 1941-1945 гг. Располагается напротив сельской администрации. Второй памятник был открыт в сентябре 2017 года и посвящен строителям Нугушского гидротехнического узла. Находится рядом с плотиной.

## Туризм

### Нугушское водохранилище
«"Жемчужина Башкирии", "море трёх городов", "горная сказка" — так называют туристы Нугушское водохранилище. И действительно, как сладко сжимается сердце, когда вдруг в просвете деревьев с автодороги Мелеуз — Нугуш, почти с самой вершины горы открывается прекрасная панорама рукотворного моря. Даже в пасмурный день водохранилище встречает гостей приветливой синевой…»

В. Климец «Башкирия туристская» (Уфа, 1985)

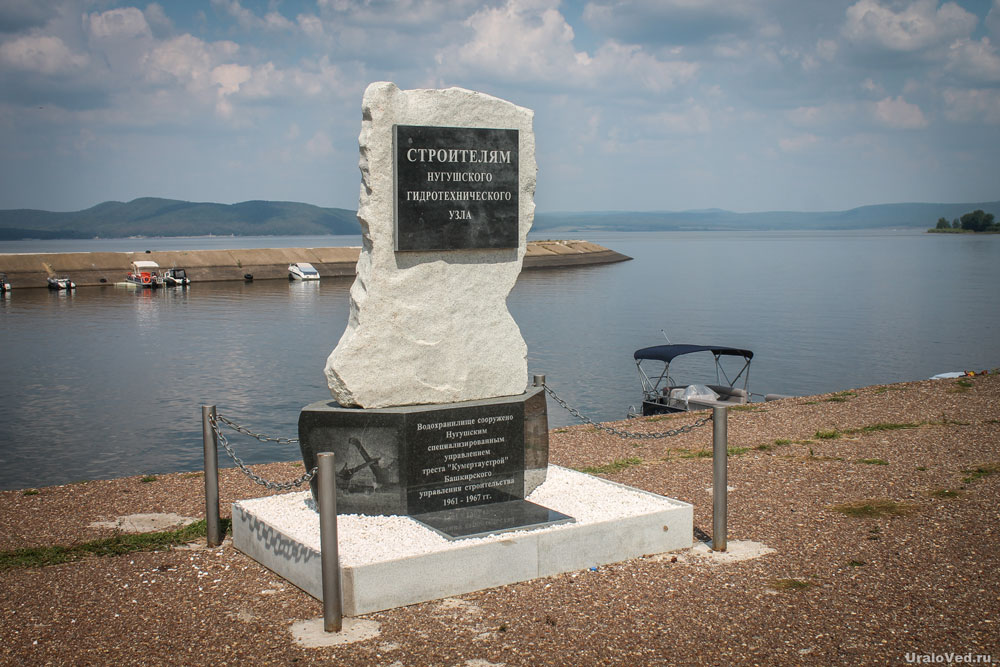
Памятник строителям Нугушского гидротехнического узла

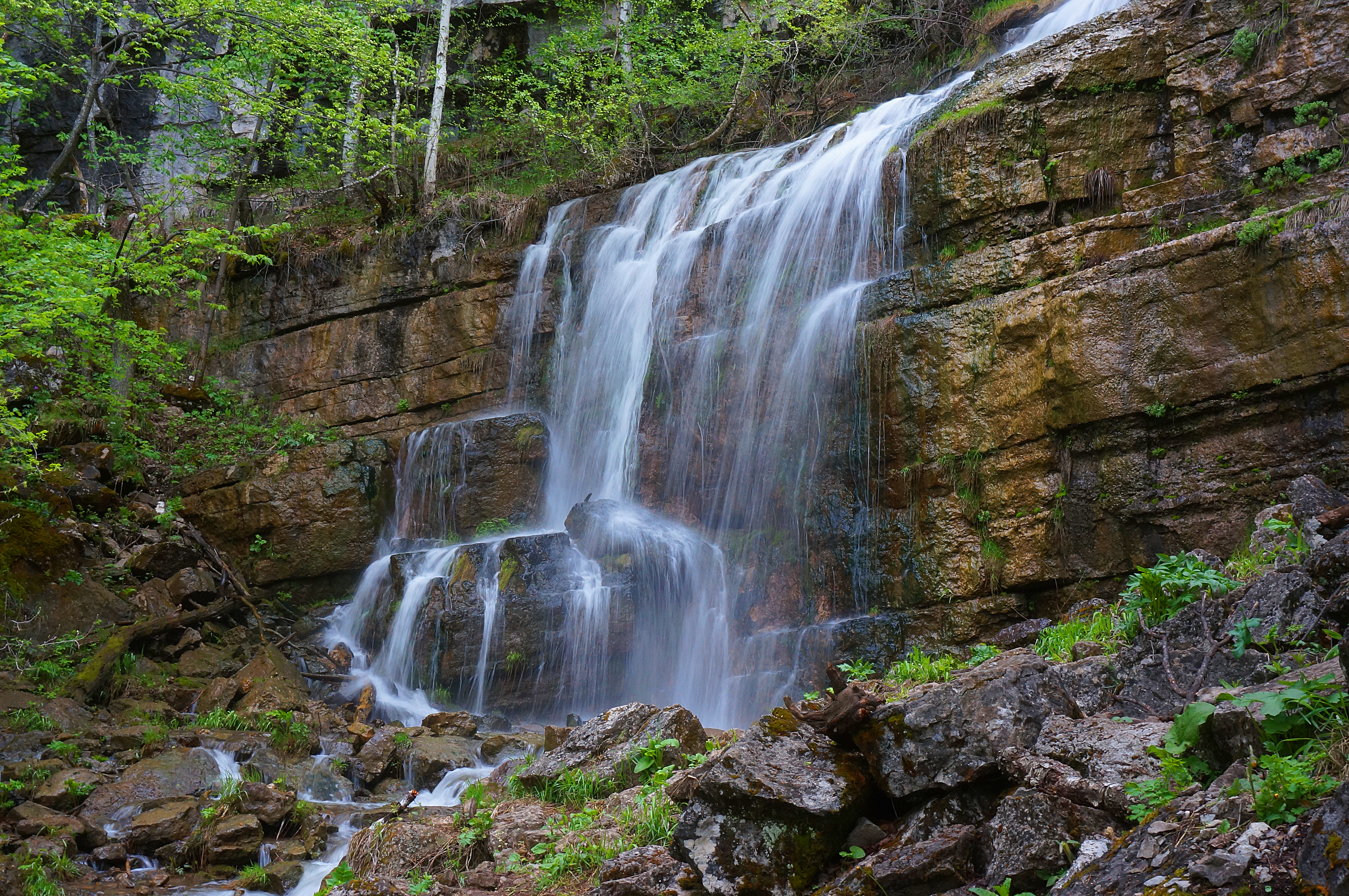
Карстовый водопад Куперля

В период с 1961-1967 гг. было построено Нугушское водохранилище для водоснабжения городов Салават, Ишимбай, Стерлитамак. Впоследствии это место стало излюбленным для туристов из Башкортостана, Оренбургской области, республики Татарстан, жителей северных регионов Казахстана.

#### Туризм на водохранилище в период весны и лета
В начале сезона крайне популярны сплавы по реке Нугуш и посещение уникального природного памятника - карстового моста Куперля. В июне, после навигации, открывается сезон экскурсий на катере по Нугушскому водохранилищу. На сегодняшний день на берегу села расположилось немалое количество судоводителей, предлагающих частный извоз как на судне, так и на банане. Помимо современных скоростных катеров, по-прежнему остались несколько "КС" и теплоход. Стандартная программа включает в себя экскурсию до слияния рек Урюк и Нугуш, с демонстрацией родника "Девичьи слёзы", портрета В.И. Ленина и горы "Шапка Мономаха"

#### Туризм зимой

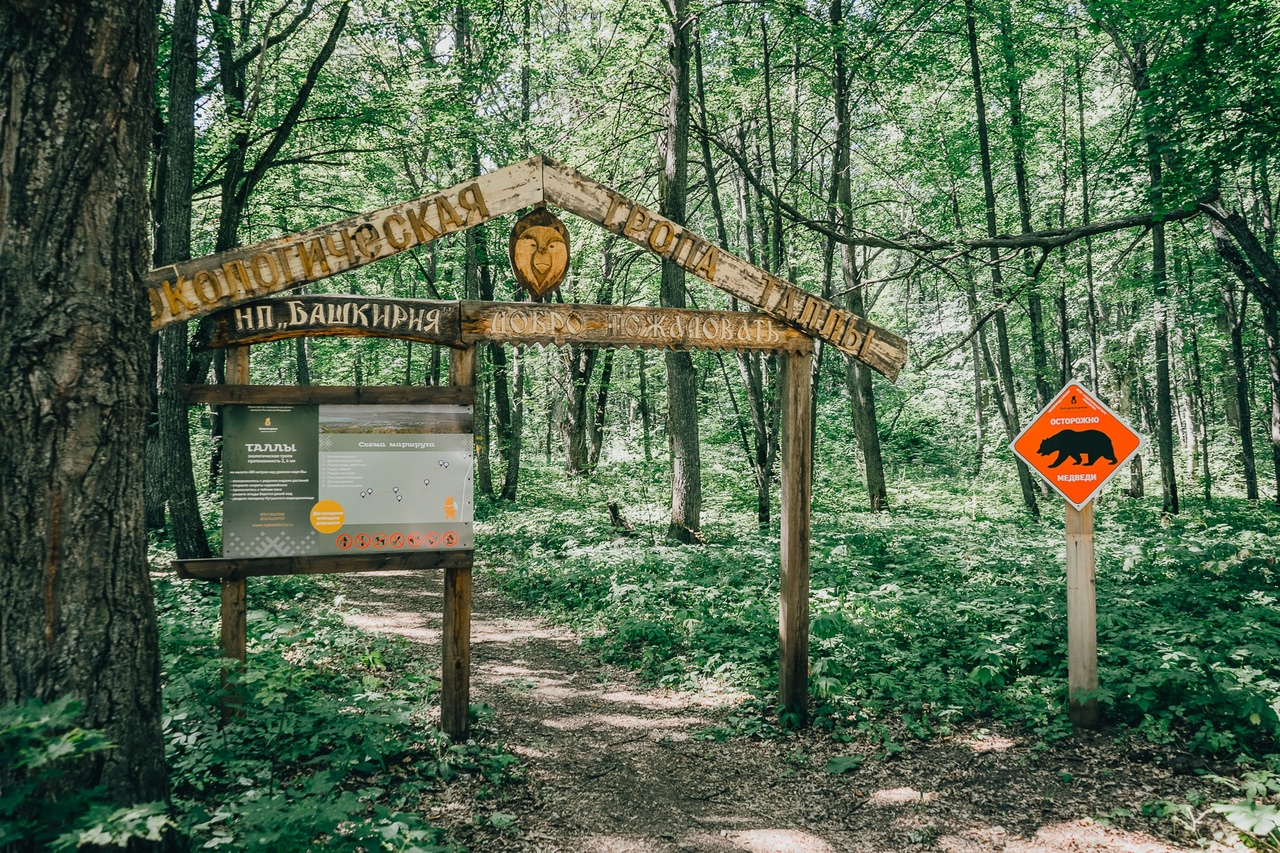
Начало экологической тропы "Таллы"

Зимой село продолжает пользоваться популярностью у туристов. Продолжают работать экскурсии по водохранилищу, но уже на снегоходах. В том случае, если приходят сильные морозы на фоне отсутствия снега, туристы могут отправиться в ущелье даже на коньках.

#### Рыбалка
Встречается следующая рыба: щука, окунь, судак, голавль, лещ, плотва. Некоторые рыбины достигают значительных размеров. Ловля рыбы отличается в зависимости от участка реки. В верховьях водятся горные породы форель и хариус. В средней части преимущественно попадаются крупные донные породы и мелкие хищники. Ближе к низовьям можно поймать рыбу любого вида.

### Экологические тропы

#### Таллы
Экологическая тропа, берущая начало возле визит-центра в посёлке Нугуш. Пеший маршрут. Общая протяженность — 3 километра, не требует специальной подготовки. Подходит для семей с детьми. Тропа идёт по лесу, поднимается на священную гору Таллы и выходит на две смотровые площадки, с которых открывается панорамный вид на село и водохранилище. Помимо обзорных площадок, на тропе находится «общага» — созданный людьми дом для насекомых, солончак, обучающие стенды, бортевое дерево, заселённое пчёлами. Оборудована местами для кратковременного отдыха.

#### Бейек-Тау
Вторая экологическая тропа, расположенная на территории водохранилища, находится близ территории 45-го квартала национального парка "Башкирия". Общая протяженность - 4 км. Тропа оборудована лестницами, из-за крайне резких подъемов. Перед подъёмом на вершину по пути будет находиться вход в небольшой грот. С высоты открывается отличный вид на реку Нугуш, деревню Саргай (Сергеевка) и туристические базы, расположенные дальше второго поста Нугушского водохранилища.  

## Население
| 2002 | 2009  | 2010  |
| ---- | ----- | ----- |
| 1195 | ↗1275 | ↘1190 |

По состоянии на 2021 год в селе проживает 1369 человек.
Национальный состав
Согласно переписи 2002 года, преобладающие национальности — русские (56 %), башкиры (32 %).